# Matthew Richards

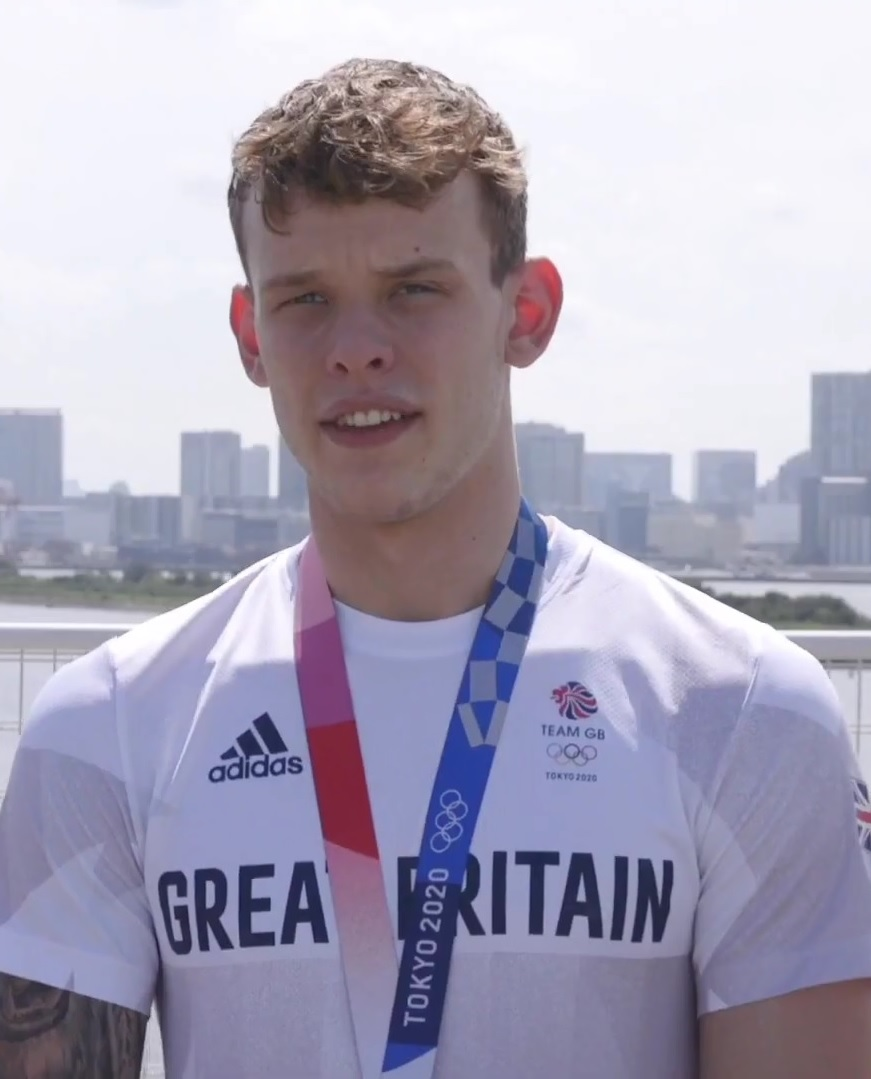
Matthew Richards nach seinem Olympiasieg 2021

Matthew „Matt“ Richards MBE (* 17. Dezember 2002 in Worcester) ist ein britischer Schwimmer. Er gewann zwei Goldmedaillen und eine Silbermedaille bei Olympischen Spielen. Bei Weltmeisterschaften erhielt er bis  2024 zweimal Gold und dreimal Bronze. Bei Europameisterschaften erschwamm er zweimal Gold, dreimal Silber und einmal Bronze.

## Sportliche Karriere

### Die Jahre bis zur ersten olympischen Goldmedaille 2021
Im April 2019 siegte Richards bei den britischen Meisterschaften über 100 Meter Freistil. Im Juli 2019 gewann Richards bei den Junioren-Europameisterschaften in Kasan drei Medaillen. Er wurde zunächst Dritter mit der 4-mal-100-Meter-Freistilstaffel, holte dann Gold über 100 Meter Freistil und wurde schließlich Zweiter über 200 Meter Freistil. Hinzu kam ein vierter Platz mit der Männer-Lagenstaffel. Ebenfalls Vierter wurde er mit der Mixed-Lagenstaffel. 2020 fanden wegen der COVID-19-Pandemie keine internationalen Meisterschaften statt.
Im Mai 2021 bei den eigentlich für 2020 geplanten Europameisterschaften in Budapest erreichte Richards in den Einzeldisziplinen kein Finale. Die 4-mal-100-Meter-Freistilstaffel mit Tom Dean, Matthew Richards, James Guy und Duncan Scott hatte über eine Sekunde Rückstand auf die russische Staffel und wurde Zweite vor den Italienern. In der gleichen Aufstellung schwamm auch die 4-mal-200-Meter-Freistilstaffel, auch hier betrug der Rückstand auf die Russen über eine Sekunde. In der 100-Meter-Mixed-Freistilstaffel siegten Duncan Scott, Tom Dean, Anna Hopkin und Freya Anderson. Im Vorlauf waren Matthew Ricards, Jacob Whittle, Evelyn Davis und Lucy Hope angetreten. Alle acht am Staffelsieg Beteiligten erhielten eine Goldmedaille. Zwei Monate später begannen die ebenfalls aus dem Jahr 2020 verschobenen Olympischen Spiele in Tokio. Die britische 4-mal-100-Meter-Freistilstaffel mit Matthew Richards, James Guy, Joe Litchfield und Jacob Whittle schwamm im Vorlauf noch nicht in Bestbesetzung und verpasste den Finaleinzug um 0,04 Sekunden gegenüber den Russen. Zwei Tage danach erreichten Matthew Richards, James Guy, Calum Jarvis und Tom Dean mit der schnellsten Vorlaufzeit das Finale der 4-mal-200-Meter Freistilstaffeln. Im Endlauf schwammen Tom Dean, James Guy, Matthew Richards und Duncan Scott fast fünf Sekunden schneller als die Vorlaufbestzeit und siegten mit neuem Europarekord von 6:58,58 Minuten. Sie hatten dabei über drei Sekunden Vorsprung vor den Russen und den Australiern, zwischen denen nur 0,03 Sekunden lagen. Ende 2021 belegte die britische 4-mal-100-Meter-Freistilstaffel mit Matthew Richards, Edward Mildred, Benjamin Proud und Tom Dean den sechsten Platz bei den Kurzbahnweltmeisterschaften in Abu Dhabi.

### Die Jahre bis zur zweiten olympischen Goldmedaille 2024
Im Juni 2022 bei den Weltmeisterschaften in Rom belegte die britische 4-mal-100-Meter-Freistilstaffel mit Lewis Burras, Jacob Whittle, Matthew Richards und Tom Dean den vierten Platz mit 0,19 Sekunden Rückstand auf die drittplatzierten Italiener. In der 4-mal-200-Meter-Freistilstaffel wurden James Guy, Jacob Whittle, Joe Litchfield und Tom Dean Dritte, Matthew Richards erhielt eine Bronzemedaille für seinen Vorlaufeinsatz. Die 4-mal-100-Meter-Mixed-Freistilstaffel, bei der Richards im Vorlauf dabei war, wurde im Endlauf Vierte. Von Ende Juli bis Anfang August fanden in Birmingham die Commonwealth Games 2022 statt. Richards wurde Fünfter über 200 Meter Freistil. In den Staffelwettbewerben belegte Richards mit den Waliser Staffeln viermal den vierten Platz und wurde einmal Fünfter. Die australischen und englischen Staffeln gewannen je fünf Medaillen, drei Staffelmedaillen gingen nach Kanada und zwei nach Schottland. Eine Woche nach den Commonwealth Games war Richards bei den Europameisterschaften in Rom wieder Teil der britischen Mannschaft. Nach einem sechsten Platz mit der 4-mal-200-Meter-Freistilstaffel schied Richards über 100 Meter Freistil im Halbfinale aus. In der 4-mal-100-Meter-Freistilstaffel siegten die Italiener vor den Ungarn, die britische Staffel mit Jacob Whittle, Matthew Richards, Tom Dean und Edward Mildred erkämpfte die Bronzemedaille. Die 4-mal-100-Meter-Mixed-Freistilstaffel mit Dean, Richards, Hopkin und Anderson wurde Zweite hinter dem französischen Quartett. Schließlich siegte die 4-mal-200-Meter-Mixed-Freistilstaffel mit Dean, Richards, Freya Colbert und Freya Anderson vor Frankreich.
Im Juli 2023 bei den Weltmeisterschaften in Fukuoka schied die britische 4-mal-100-Meter-Freistilstaffel im Vorlauf durch Disqualifikation aus. Über 200 Meter Freistil schwamm Richards die zweitbeste Vorlaufzeit und war im Halbfinale Fünftschnellster. Im Endlauf siegte er mit 0,02 Sekunden Vorsprung vor Tom Dean und 0,12 Sekunden vor dem Südkoreaner Hwang Sun-woo. Der schnellste Mann des Halbfinales, der Rumäne David Popovici, wurde Vierter vor dem Vorlaufschnellsten Luke Hobson aus den Vereinigten Staaten. Über 100 Meter Freistil war Richards der Schnellste in Vorlauf und Semifinale. Im Endlauf wurde er Fünfter, wobei zwischen dem dritten und fünften Platz nur 0,03 Sekunden lagen. Eine zweite Goldmedaille erschwamm Richards mit der 4-mal-200-Meter-Lagenstaffel. Scott, Richards, Guy und Dean siegten mit fast einer Sekunde Vorsprung vor dem US-Team. Die 4-mal-100-Meter-Mixed-Freistilstaffel Matt Richards, Duncan Scott, Anna Hopkin und Freya Anderson wurde schließlich Dritte hinter den Staffeln aus Australien und aus den Vereinigten Staaten. Ende 2023 bei den Kurzbahneuropameisterschaften in Otopeni siegte die 4-mal-50-Meter-Freistilstaffel mit Benjamin Proud, Matthew Richards, Alexander Cohoon und Lewis Burras, Duncan Scott erhielt Gold für seinen Einsatz im Vorlauf. Die 4-mal-50-Meter-Lagenstaffel mit Oliver Morgan, Archie Goodburn, Jacob Peters und Matthew Richards erkämpfte die Silbermedaille hinter den Italienern. Bei seinen Einzelstarts verfehlte Richards als Vierter über 100 Meter Freistil die Bronzemedaille um 0,02 Sekunden. Über 200 Meter Freistil siegte er mit 0,11 Sekunden Vorsprung vor James Guy.
Im Februar 2024 bei den Weltmeisterschaften in Doha wurde die 4-mal-100-Meter-Lagenstaffel mit Matthew Richards, Jacob Whittle, Tom Dean und Duncan Scott Vierte mit 0,26 Sekunden Rückstand auf die Bronzemedaille. Über 100 Meter Freistil fehlten Richards als Viertplatziertem 0,04 Sekunden für Bronze. Schließlich belegte auch die 4-Mal-200-Meter-Freistilstaffel mit Duncan Scott, Matthew Richards, Max Litchfield und Jack McMillan den vierten Platz, hier fehlten drei Sekunden auf die Medaillenränge. Die 4-mal-100-Meter-Mixed-Lagenstaffel mit Medi Harris, James Wilby, Duncan Scott und Anna Hopkin schwamm die schnellste Vorlaufzeit. Im Endlauf wurden Medi Harris, Adam Peaty, Matthew Richards und Anna Hopkin Dritte hinter den Staffeln aus den Vereinigten Staaten und aus Australien. Fünf Monate später bei den Olympischen Spielen in Paris erreichte die britische 4-mal-100-Meter-Freistilstaffel mit Richards, Whittle, Dean, Scott den fünften Platz mit fast einer Sekunde Rückstand auf die Drittplatzierten. Über 200 Meter Freistil schwamm Richards im Halbfinale die siebtschnellste Zeit. Im Endlauf siegte David Popovici mit 0,02 Sekunden vor Richards, der seinerseits 0,05 Sekunden vor Luke Hobson anschlug. Die 4-mal-200-Meter-Freistilstaffel erreichte in der Besetzung James Guy, Jack McMillan, Kieran Bird und Tom Dean das Finale mit der schnellsten Vorlaufzeit. Im Endlauf waren James Guy, Tom Dean, Matthew Richards und Duncan Scott fast sechs Sekunden schneller und siegten mit 1,35 Sekunden Vorsprung vor dem Quartett aus den Vereinigten Staaten. Über 100 Meter Freistil schied Richards im Halbfinale aus. Zum Abschluss der Wettbewerbe wurden Oliver Morgan, Adam Peaty, Duncan Scott und Matthew Richards Vierte in der Lagenstaffel mit über einer Sekunde Rückstand auf die Medaillenränge.